# Michael von Graffenried

Michael von Graffenried, né à Berne le 7 mai 1957, est un photographe suisse. Il vit et travaille entre Berne, Paris et Brooklyn depuis le début des années 1990.

## Parcours artistique

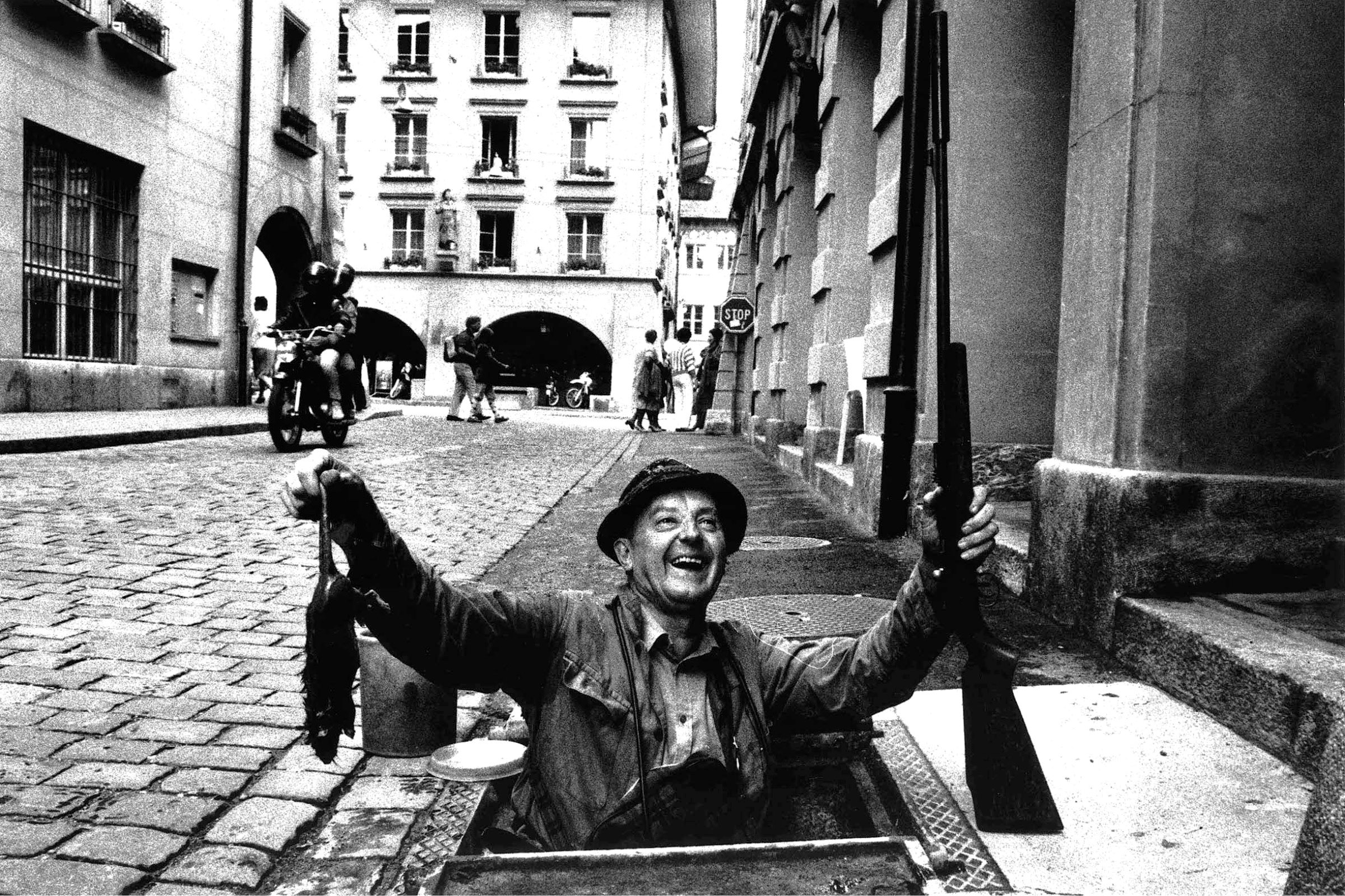
Chasseur de rats, Berne 1984, tirage papier argentique vintage 30 x 40 cm.

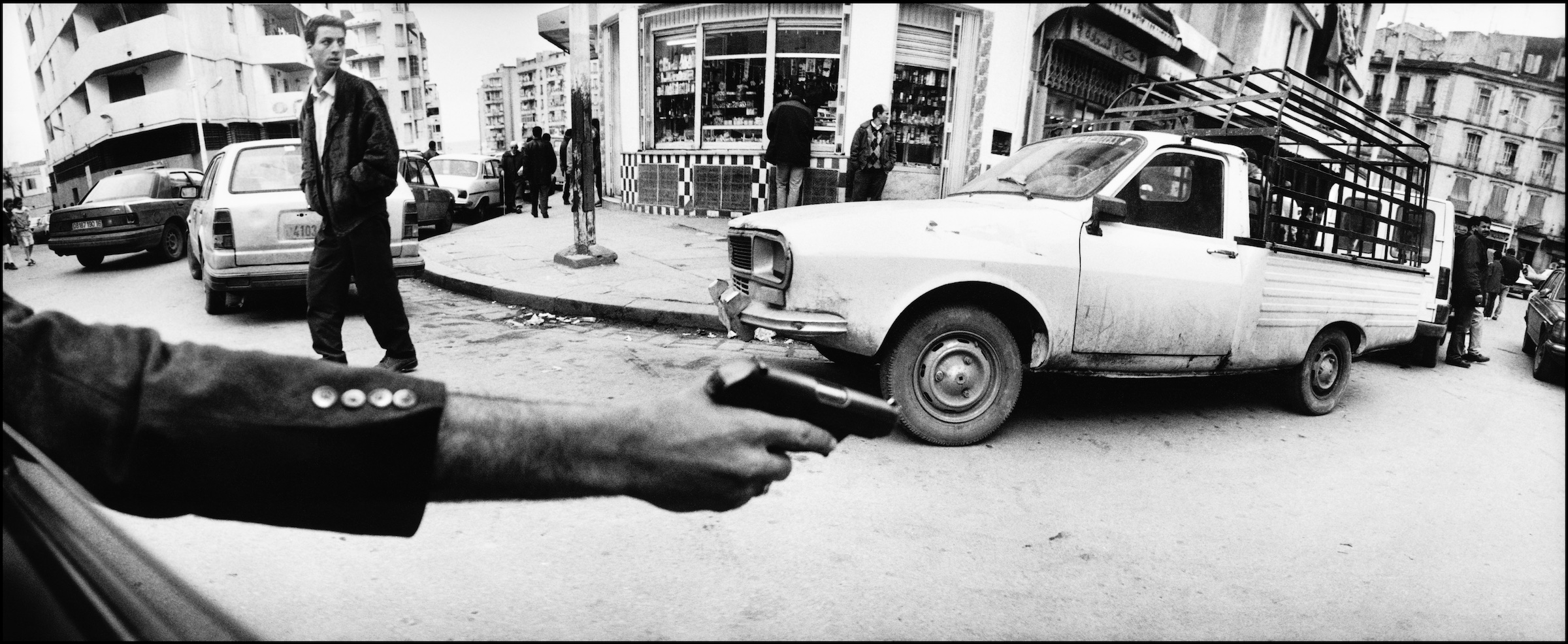
Guerre sans images en Algérie, Alger 1994, tirage papier argentique 110 x 50 cm, édition 1/7.

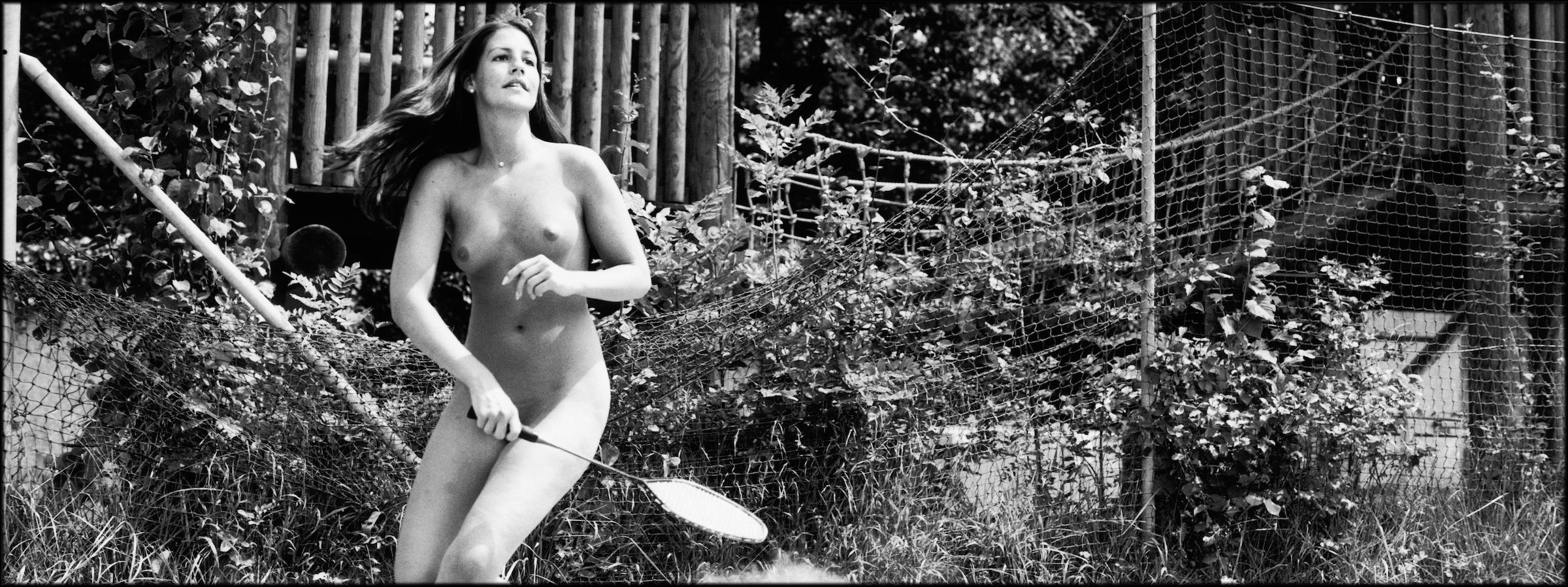
Nu au Paradis, Thielle 2001, tirage papier argentique 298 x 125 cm, édition 1/3.

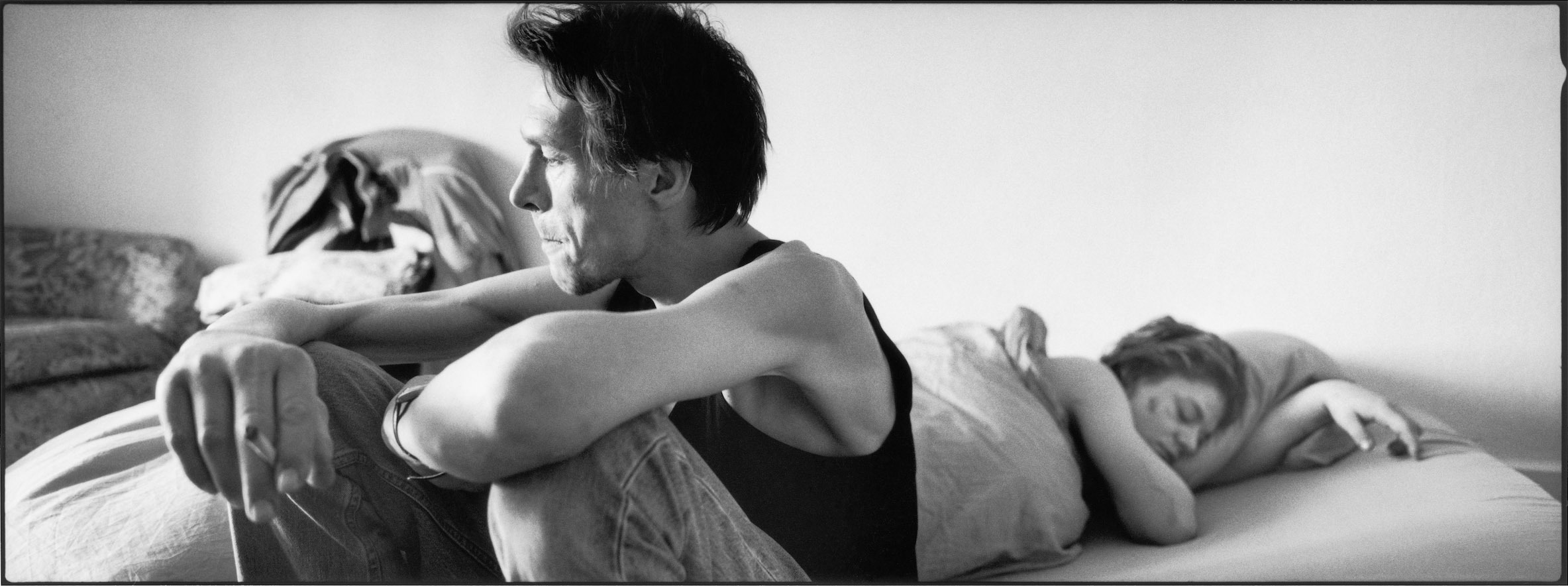
Cocainelove - Astrid et Pierre, Berne 2004, tirage papier argentique 298 x 125 cm, édition 1/3.

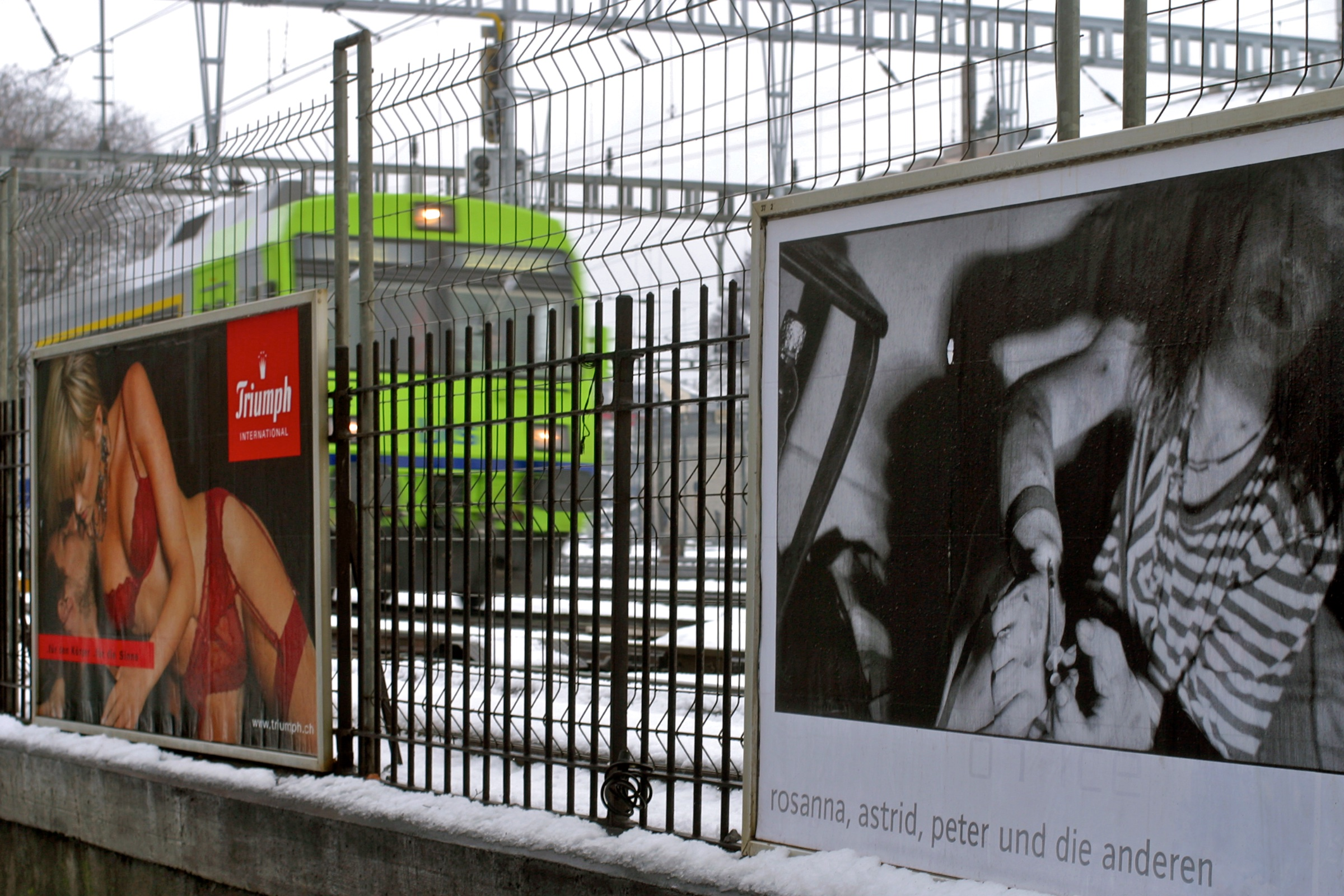
Installation affiches en public dans les villes Zurich, Basel, Berne, Lausanne, Genève, Locarno et Lugano en 2005.

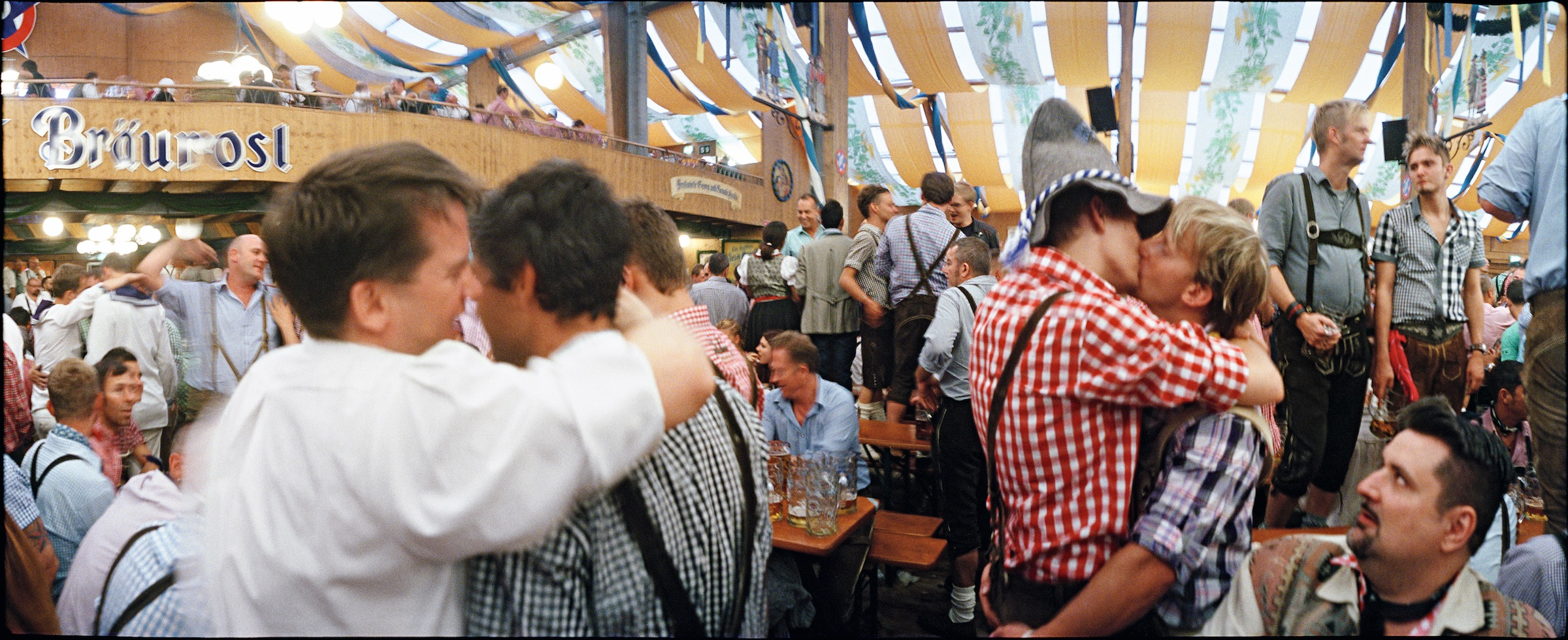
Fête de la Bière, Munich 2011, tirage papier couleur lambda 298 x 125 cm, édition 1/3.

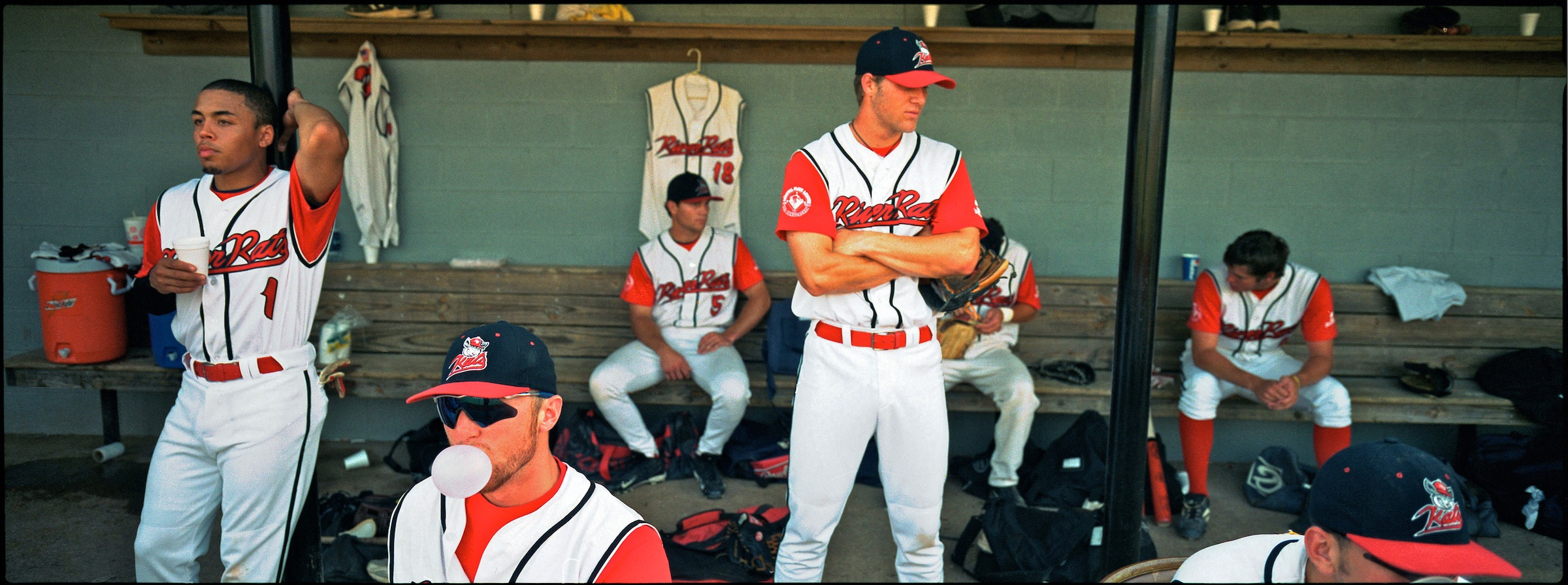
Our Town, New Bern NC 2006, tirage papier couleur lambda 298 x 125 cm, édition 1/3.

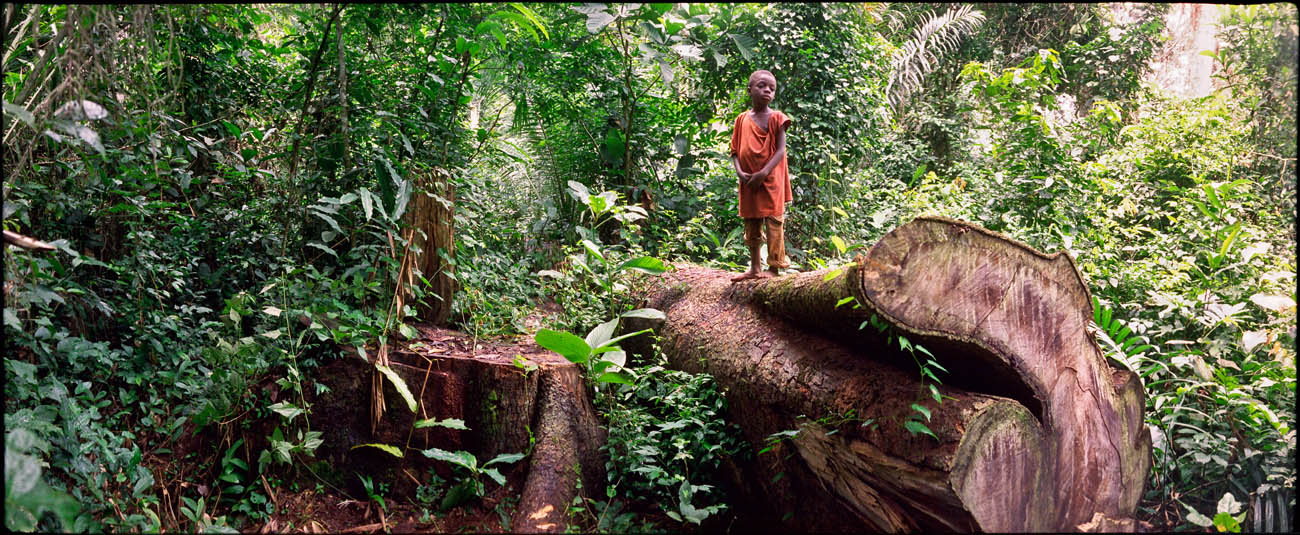
Baka Boy, Cameroun 2009, tirage papier couleur lambda 288 x 125 cm, édition 1/3.

Michael von Graffenried se fait d'abord connaître dans son pays en travaillant sur sa ville natale, notamment sur le Palais fédéral, où ses photos de parlementaires assoupis ou pris dans des poses peu flatteuses lui assurent une réputation d'insolence. La spécialiste américaine Vicki Goldberg note son humour et son sens du décalage en 1991 dans le New York Times.
C'est son travail sur l'Algérie qui le fait connaître sur le plan international. Pendant dix ans, il voyage régulièrement dans ce pays en proie à la guerre civile, où il prend des photos avec un vieil appareil panoramique posé sur le ventre, qu'il actionne sans utiliser le viseur. Ce travail en format panoramique, qui devient sa signature, fait l'objet de plusieurs ouvrages et d'une exposition à la Villette en 1998, avant d'être présenté à Alger en 2000. Il a également coréalisé, avec le réalisateur Mohammed Soudani, le film Guerre sans images Algérie, je sais que tu sais qui le voit partir à la recherche d'Algériens photographiés pendant la guerre civile. En 2002, le film est présenté au Festival du film de Locarno.
Michael von Graffenried, qui a toujours refusé d'intégrer une agence ou une rédaction, a d'abord travaillé pour la presse. Ses photos ont été publiées dans de nombreux journaux et magazines, en Suisse comme à l'étranger, parmi lesquels Géo, Libération, Le Monde, Paris Match, Le Temps, Newsweek, The New York Times, etc.
Il a ensuite bifurqué vers une approche plus conceptuelle de la photographie. Il a ainsi fait accrocher sur des panneaux publicitaires de Suisse des photos panoramiques en grand format de ses travaux sur la drogue (CocaineLove) et le Cameroun (Eye on Africa).
Il n'hésite pas à utiliser sa notoriété pour s'exprimer sur le plan politique. Il s'est ainsi prononcé contre l'initiative populaire « Contre la construction de minarets » approuvée par une majorité des votants suisses le 29 novembre 2009 en s'engageant « de ne plus exposer ses œuvres dans son pays tant que la Constitution suisse ne sera pas changée »,.
Entre 2006 et 2021 il montre le portrait de la petite ville New Bern en Caroline du Nord aux États-Unis, qui a été fondé par Christoph von Graffenried. Sa série Our Town par l’auteur Thornton Wilder montre l’Amérique profonde entre noir et blanc dans le temps de Black Lives Matter.
En 2010, il a reçu le prix Erich-Salomon, décerné par la Deutsche Gesellschaft für Photographie. La même année, il fait l'objet d'une double exposition à Paris, à la Maison européenne de la photographie où ses travaux thématiques sur les États-Unis (Our Town), l'Algérie, Londres, les nudistes et les toxicomanes sont rassemblés sous le titre Outing, et à la Galerie Esther Woerdehoff qui présente son travail sur le Cameroun.
En 2014, il a intégré l'équipe du magazine en ligne suisse Sept.info, dont il a été le directeur artistique jusqu'en janvier 2015. En octobre 2014, il publie Bierfest, aux éditions Steidl, résultat d'un travail photographique de deux ans sur la Fête de la Bière à Munich,.

## Récompenses
- 1989 : prix du World Press Photo pour Les artistes de Moscou ramenés du purgatoire soviétique par la Perestroïka[7].
- 2006 : nommé chevalier de l'Ordre des Arts et des Lettres.
- 2010 : Prix Erich-Salomon de la Société allemande de photographie.

## Publications
- Swiss image, Benteli, Bern, 1989
- Swiss people, J. Genoud, Le Mont-sur-Lausanne, 1991
- Soudan. La guerre oubliée, Benteli, Bern, 1995
- Nu au Paradis, Éditions Falguière, Paris, 1997
- Algérie : photographies d'une guerre sans images, Hazan, Paris, 1998
- The Eye of Switzerland : 15 years of Swiss Press Photo, Benteli, Wabern-Bern, 2005
- Cocaine Love, Benteli, Wabern, 2005
- Eye on Africa, Schwabe Verlag, Bâle, 2009
- Outing, Maison Européenne de la Photographie, Gespräch mit Hans Ulrich Obrist, Paris, 2010
- Bierfest, Steidl, Göttingen, 2014
- Changing Rio, éd. Slatkine, Genève, 2016
- Our Town, 2021[18]